# Solanum lignescens
Solanum lignescens är en potatisväxtart som beskrevs av Merritt Lyndon Fernald. Solanum lignescens ingår i släktet skattor som ingår i familjen potatisväxter. Inga underarter finns listade i Catalogue of Life.